# 額赫里
額赫里（穆麟德轉寫：eheli），滿洲鑲黃旗人，钮祜禄氏，清朝政治人物、清朝工部尚書。
額赫里是额亦都之孙，超哈尔之子。袭为佐领，转任参领。顺治年间，率兵戍江宁，从征湖广，奉命增援福建，击败郑成功军。累进封一等阿思哈尼哈番，历官至兵部侍郎。康熙七年正月丁未，接替馬爾賽，擔任清朝工部尚書，后免。由濟世接任。卒于康熙初年。